# Dirol
Dirol (произносится «Диро́л») — марка жевательной резинки без сахара в виде подушечек, позиционируется как стоматологическая. Производится компанией ООО «Дирол Кэдбери». Фабрика находится в городе Великий Новгород.

## История
Жевательная резинка Dirol появилась в 1968 году и производилась датской компанией Dandy, принадлежавшей семье Баггер-Соренсен. В 1993 году бренд открыл представительский офис в Москве и начал реализовывать свою продукцию внутри России — по телевидению появилась первая российская реклама этой жевательной резинки.
С августа 1999 года Dirol самостоятельно выпускается на фабрике «Дирол» в Великом Новгороде на Московской улице, 61. В 2002 году Cadbury Schweppes приобрела компанию Dandy. В августе 2003 года после объединения двух фабрик, «Дирол» и кондитерской фабрики «Кэдбери Швепс» в городе Чудово, была образована компания «Дирол Кэдбери». В 2005, 2013, 2016 и 2019 годах компания производила ребрендинг, вследствие которого изменениям подверглись дизайн упаковки и логотип.

## Рынок
Исследования, проведенные в 2000 году компанией «Бизнес Аналитика Юроп Лимитед», были направлены на изучение основных тенденций на российском рынке жевательной резинки. Из них следует, что в 1999—2000 годы Dirol занимала второе место после Orbit по имеющейся доле на рынке. Так, в ноябре 1999 года доля жевательной резинки «Dirol Лесные ягоды» составила 6,3 %, но с января 2000 года она снизилась до 1 %. Одновременно Dirol Arctic Air удерживал около 5 % рынка в течение всего 2000 года. В 2000 году появились «шестиподушечные» жвачки — Dirol Kids Banana и Dirol Kids Cola. Поскольку аналогов со вкусами банана и колы на рынке не было, суммарная доля этих продуктов и двух видов Stimorol (также принадлежала «Дэнди Дистрибьюшн») превышала 9,5 %.
По данным исследовательского холдинга «Ромир», бренд Dirol занимал второе место в российском сегменте жевательной резинки. Его доля, по состоянию на 2011 год, составляла 44 % рынка.

## Виды
- Dirol морозная мята (2010)
- Dirol ледяная мята (2010)
- Dirol нежность мяты (2019)
- Dirol со вкусом маракуйи (2015)
- Dirol со вкусом мяты (2005)
- Dirol грушевый коктейль (2011)
- Dirol со вкусом мяты и мелиссы (2012)
- Dirol арбузная свежесть (2005)
- Dirol арбузно-дынный коктейль (2005)
- Dirol со вкусом кокоса и клубники (2020)
- Dirol white со вкусом перечной мяты (2017)
- Dirol white со вкусом мяты (2019)
- Dirol white со вкусом активированного угля и мяты (2020)
- Dirol white со вкусом клубники (2011)
- Dirol со вкусом клубники и черешни (2015)
- Dirol bubble fresh (2018)
- Dirol colors ассорти фруктовых вкусов (2019)
- Dirol colors XXL ассорти фруктовых вкусов (2019)
- Dirol colors XXL асорти мятных вкусов (2019)
- Dirol colors XXL со вкусом мяты (2019)
- Dirol X — fresh арбузный лёд (2014)
- Dirol X — fresh ледяной мандарин (2015)
- Dirol X — fresh свежесть черники и цитрусы (2019)
- Dirol 60 минут свежести со вкусом мяты (2019)
- Dirol тропический коктейль (2006)
- Dirol малиновый коктейль (2008)
- Dirol земляничный коктейль (2011)
- Dirol виноградный коктейль (2009)
- Dirol ягодный морс (2014)
- Dirol клюквенный морс (2014)
- Dirol мандарин (2011)
- Dirol искрящийся лайм (2011)
- Dirol сладкая мята (2010)
- Dirol зимний ананас (2013)
- Dirol X — fresh мятный лёд (2012)
- Dirol X — fresh мятная свежесть (2012)
- Dirol вишня (2010)
- Dirol морозная вишня (2019)
- Dirol мятный тархун (2015)
- Dirol white сладкая мята (2008)